# Sevillai püspökök és érsekek listája
Ez a szócikk Sevilla püspökeinek és érsekeinek listáját tartalmazza.
| - Marcellus (III. század) - I. Savinus (287 – 306 k.) - II. Savinus (? – 441) - Epifanius (441 – 461) - II. Savinus (2x, 461) - Oroncius (462 k. – 474 k.) - Zénón (476 k. – 486 k.) - Maximianus (516 k.) - Salustius (517 k. – 519 k.) - Crispinus (522 k.) - István (? – 578) - Sevillai Szent Leander (579 – 600) - Sevillai Szent Izidor (600 – 636) - Honoratus (636 – 641) - Antal (641 – 655) - Fugitivus (656 – ?) - I. Julianus (? – 681) - Floresindus (682 – 688) - Félix (688 k. – 693 k.) - Faustinus (693 k.) - Oppas (710 – 711 k.) - I. János (839 – 850 k.) - Recafred (850 k. – 860 k.) - (Interregnum 860 k. – 1251) | - Fülöp infáns (1251 – 1258) - (Interregnum 1258 – 1304) - Fernando Gutiérrez Tello (1304 – 1323) - Juan Sánchez (1323 – 1348) - Nuño de Fuentes (1349 – 1361) - Alonso de Toledo y Vargas (1362 – 1366) - Pedro Gómez Álvarez de Albornoz (1369 – 1371) - Fernando Álvarez de Albornoz (1371 – 1379) - Pedro Gómez Barroso (1379 – 1390) - (Interregnum 1390–1393) - Gonzalo de Mena y Roelas (1393 – 1401) - Pedro de Luna y Albornoz (1301 – 1403) - Alonso de Exea (1403 – 1417) - Diego de Anaya Maldonado (1418 – 1431) - Lope de Olmedo (1431 – 1433) - Juan de Cerezuela y Urazandi (1433 – 1435) - Diego de Anaya Maldonado (2x, 1435 – 1437) - Gutierre Álvarez de Toledo (1438 – 1442) - García Enríquez Osorio (1442 – 1448) - Juan de Cervantes (1448 – 1453) - Alonso I de Fonseca (1454 – 1465) - Alonso de Fonseca y Acevedo (1465 – 1469) - Alonso I de Fonseca (1469 – 1473) - Pietro Riario (1473 – 1474) - Pedro González de Mendoza (1474 – 1482) | - Inigo Manrique de Lara (1483 – 1485) - Diego Hurtado de Mendoza (1485 – 1502) - Juan Zuniga Pimentel (1503 – 1504) - Diego de Deza (1504 – 1523) - Juan Garcia Loaysa (1539 – 1546) - Fernando de Valdés y Salas (1546 – 1566) - Gaspar Zuniga Avellaneda (1569 – 1571) - Cristobal Rojas Sandoval (1571 – 1580) - Rodrigo de Castro Osorio (1581 – 1600) - Fernando Niño de Guevara (1601 – 1609) - Pedro Castro Quinones (1610 – 1623) - Luis Fernández de Cordoba (1624 – 1625) - Diego Guzman de Haros (1625 – 1631) - Gaspar de Borja y Velasco (1632 – 1645) - Domingo Pimentel Zuniga (1641 – 1652) - Agustin Spinola Basadone (1645 – 1649) - Pedro Tapia (1652 – 1657) - Pedro Urbina Montoya (1658 – 1663) - Pedro de Urbina de Montoya (1658 – 1663) - Antonio Paino Sevilla (1663 – 1669) - Ambrosio Ignacio Spínola y Guzmán (1668 – 1684) - (Interregnum 1684–1702) - Manuel Arias Porres (1702 – 1717) - Felipe Antonio Gil Taboada (1720 – 1722) - Luis Salcedo Azcona (1722 – 1739) | - Francisco de Solís Folch de Cardona (1755 – 1776) - Francisco Javier Delgado Benegas (1776 – 1778) - Alfonso Marcos Llanes (1783 – 1795) - Antonio Despuig y Dameto (1795 – 1799) - Luis María de Borbón y Vallabriga (1799 – 1800) - (Interregnum 1800–1816) - Romualdo Antonio Mon Velarde (1816 – 1819) - Francisco Cienfuegos Jovellanos (1824 – 1847) - Judas José Romo y Gamboa (1847 – 1855) - Manuel Joaquín Tarancon y Moron (1857 – 1862) - Luis de la Lastra y Cuesta (1863 – 1876) - Joaquin Lluch y Garriga (1877 – 1882) - Zeferino Gonzalez y Díaz Tunon (1883 – 1885) - Bienvenudo Monzon y Martin (1885 – 1885) - Zeferino Gonzalez y Díaz Tunon (1886 – 1889) - Benito Sanz y Fores (1889 – 1895) - Marcelo Spinola y Maestre (1895 – 1906) - Salvador Castellote y Pinazo (1906 – 1906) - Enrique Almaraz y Santos (1907 – 1920) - Eustaquio Ilundáin y Esteban (1920 – 1937) - Pedro Segura y Saenz (1937 – 1957) - José Bueno y Monreal (1957 – 1982) - Carlos Amigo Vallejo (1982 – 2009) - Juan Asenjo Pelegrina (2009–napjaink) |

## Fordítás
- Ez a szócikk részben vagy egészben  a   Roman Catholic Archdiocese of Seville című angol Wikipédia-szócikk fordításán alapul.  Az eredeti cikk szerkesztőit annak laptörténete sorolja fel. Ez a jelzés csupán a megfogalmazás eredetét és a szerzői jogokat jelzi, nem szolgál a cikkben szereplő információk forrásmegjelöléseként.